# 联合国安全理事会第25号决议
联合国安理会25号决议是于1947年5月22日在联合国安全理事会第137次会议上通过的。该决议以10票赞成，1票弃权通过。
决议决定将意大利加入联合国的申请交给联合国申请入会国资格审查委员会审查。